# Antonio Luigi Are
Antonio Luigi Are (Orani, 15 novembre 1852 – Nuoro, 25 febbraio 1943) è stato un politico e avvocato italiano.
Originario di Orani, conseguì la laurea in giurisprudenza e fu un noto avvocato del foro di Nuoro. Fu tra i principali uomini politici del Nuorese, giolittiano, a lungo consigliere comunale, provinciale e più volte sindaco di Nuoro. Alle suppletive del novembre 1908 venne eletto deputato per il collegio di Nuoro in seguito alla morte del deputato Giuseppe Pinna. Alle elezioni politiche del 1909 fu riconfermato nella carica per la XXIII legislatura, mentre alla tornata successiva risultò sconfitto al ballottaggio dall'anti-giolittiano Francesco Dore.